# Voucher
Voucher (ang. talon) – czek podróżny, dokument kredytowy umożliwiający realizację świadczeń zamówionych przez biuro podróży u zagranicznego kontrahenta. Wymienione na voucherze świadczenia są przez klienta zapłacone i powinny być wydane w ilości i jakości zaznaczonej na voucherze. 
Voucher jest dokumentem finansowym. Jego kopia zawsze jest dołączona do rozliczenia. Ten sam dokument w wydaniu krajowym nazywamy skierowaniem. Voucher może być przeznaczony na realizację świadczeń zarówno dla grup, jak i również dla turystów indywidualnych. Z uwagi na swoje przeznaczenie, różnią się formą. W voucherze indywidualnym podajemy zawsze nazwisko i imię realizatora vouchera plus liczbę osób towarzyszących, przy voucherach grupowych operujemy numerem grupy i liczbą osób. Voucher na realizację świadczeń dla grupy najczęściej jest wystawiony dla jednego kontrahenta na wszystkie świadczenia do niego zlecone, czyli dla zagranicznego biura podróży. Niemniej może się zdarzyć, iż ze sposobu organizacji imprezy grupowej wynika, że występuje kilku kontrahentów, wówczas dla każdego musimy wystawić voucher.
Dla turystów indywidualnych często na każde świadczenie wystawiany jest oddzielny voucher. Wynika to ze specyfiki tej turystyki. W przypadku, gdy realizację świadczeń dla turysty indywidualnego przejmuje zagraniczne biuro podróży, wówczas, jak przy turystyce grupowej, wystawiany jest jeden voucher na wszystkie świadczenia. Voucher powinien zawierać nazwę i adres wystawcy, a także nazwę  i adres odbiorcy. Wystawiany jest minimum w czterech egzemplarzach, w tym dwa dla odbiorcy (jeden wraca dołączony do faktury), jeden dla klienta i minimum jeden zostaje w biurze wystawiającym.